# Kudjape
Koordinaten: 58° 16′ N, 22° 31′ O
Kudjape (deutsch Kudjapäh oder Kudjapae) ist ein Dorf (estnisch alevik) in der estnischen Landgemeinde Saaremaa (bis 2017: Landgemeinde Lääne-Saare, bis 2014: Landgemeinde Kaarma) im Kreis Saare auf der größten estnischen Insel Saaremaa (Ösel). Kudjape hat 518 Einwohner (Stand 1. Januar 2010).

## Geschichte
Kudjape liegt zwei Kilometer östlich der Inselhauptstadt Kuressaare (Arensburg). Die Siedlung ist bereits seit dem 16. Jahrhundert urkundlich nachgewiesen. Der Hof Kudjape entstand im 17. Jahrhundert. Von 1805 bis 1919 stand er im Eigentum der deutschbaltischen Adelsfamilie von Nolcken.

## Friedhof Kudjape
In Kudjape befindet sich der Friedhof der Stadt Kuressaare (Kudjape kalmistu). Er wurde ab 1780 angelegt. Die Grabkapellen im Stil des Klassizismus stehen unter Denkmalschutz. Am Haupttor befinden sich einige 1848 errichtete Gebäude, die mit ihren Portikusfassaden an griechische Tempel erinnern. Von 1870 stammt die Grabkapelle der Familie Grosswald im neogotischen Stil. In den 1880er Jahren wurde die neoklassizistische Kapelle für die Familie des Großgrundbesitzers Oscar Friedrich Wildenberg (1852–1928) errichtet.
Auf dem Friedhof von Kudjape sind zahlreiche Persönlichkeiten des estnischen Kulturlebens beigesetzt, darunter die Intellektuellen Johann Wilhelm Ludwig von Luce (1756–1842) und Jean Baptiste Holzmayer (1839–1890), der Künstler Friedrich Sigismund Stern  (1812–1889), der Literat und Musiker Martin Körber (1817–1893), der Organist Joosep Aavik (1899–1989), der deutschbaltische Baron Axel von Buxhoeveden († 1919) und der Mediziner Aleksander Poldrok (1871–1944), der sich vor allem um die Bekämpfung der Lepra verdient gemacht hat.

## Soldatenfriedhof
Der deutsche Soldatenfriedhof von Kudjape, der bereits während des Zweiten Weltkriegs angelegt worden war, wurde 1996 wiedereröffnet. Auf ihm sind über 1.100 gefallene Soldaten der deutschen Wehrmacht beigesetzt. Der Friedhof steht unter der Obhut des Volksbunds Deutsche Kriegsgräberfürsorge. Daneben existiert ein Gräberfeld russischer Soldaten aus dem Ersten Weltkrieg.